# Kathedrale von Lombez

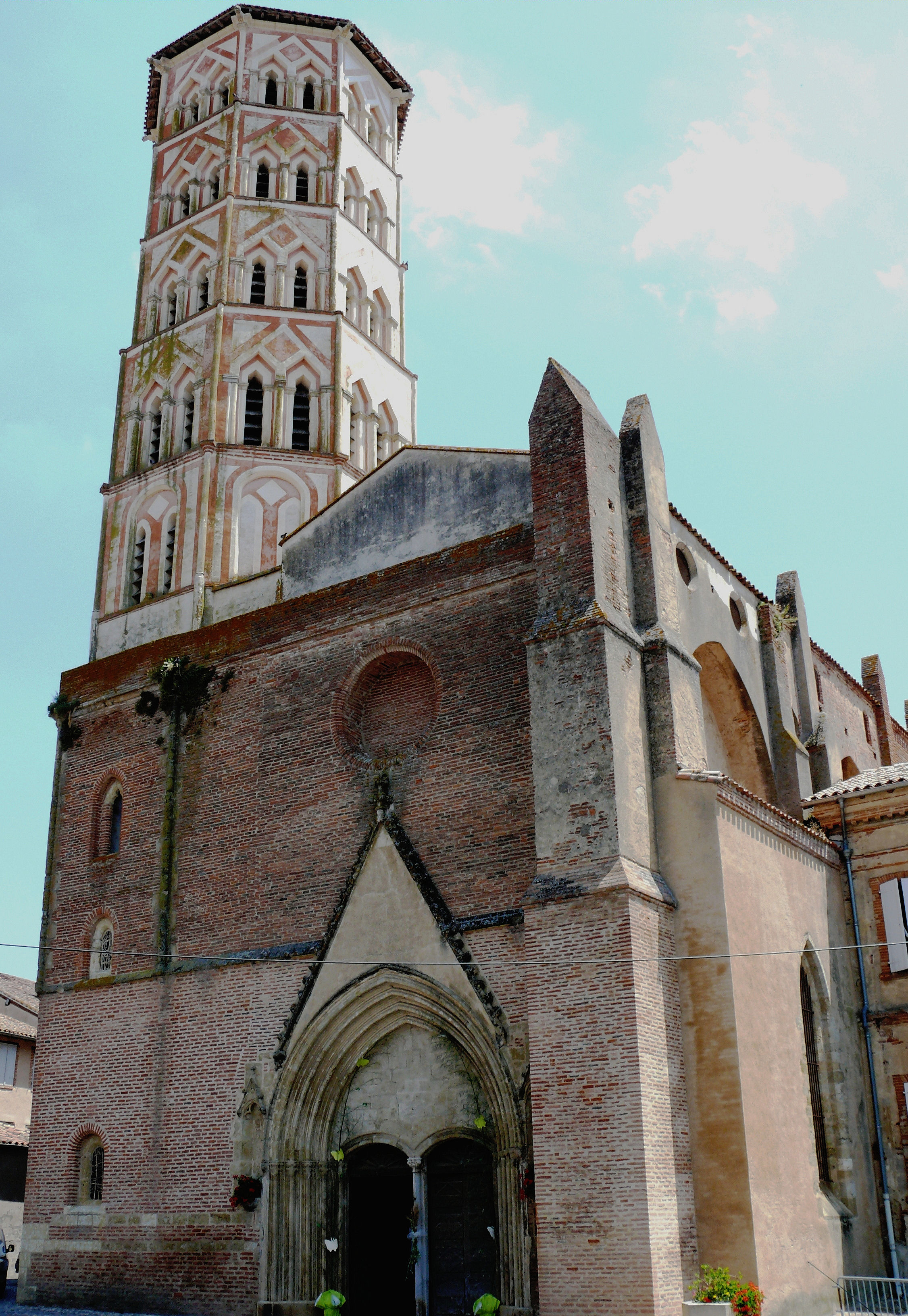
Westportal und Turm der ehemaligen Kathedrale von Lombez

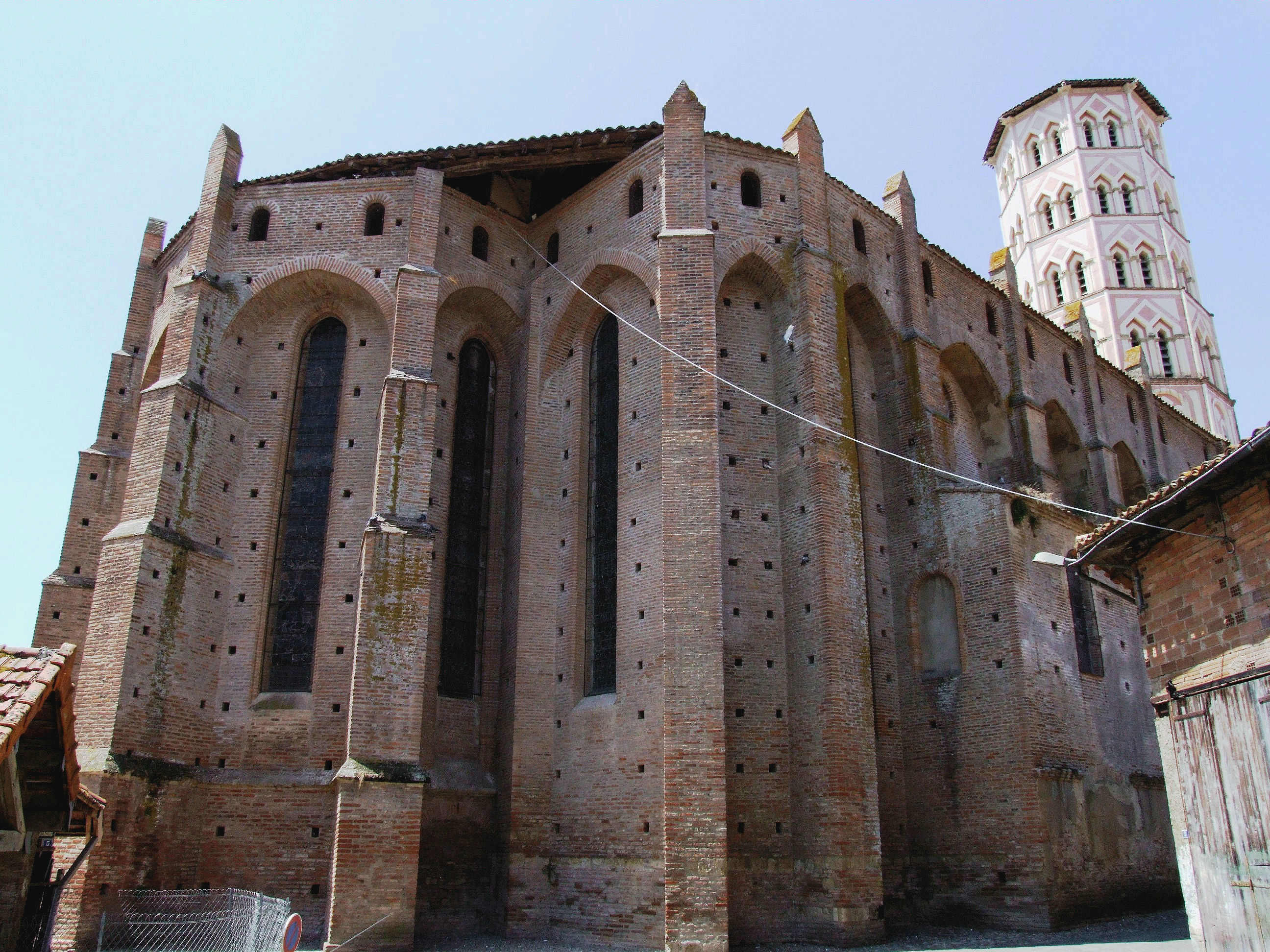
Chor und Langhaus

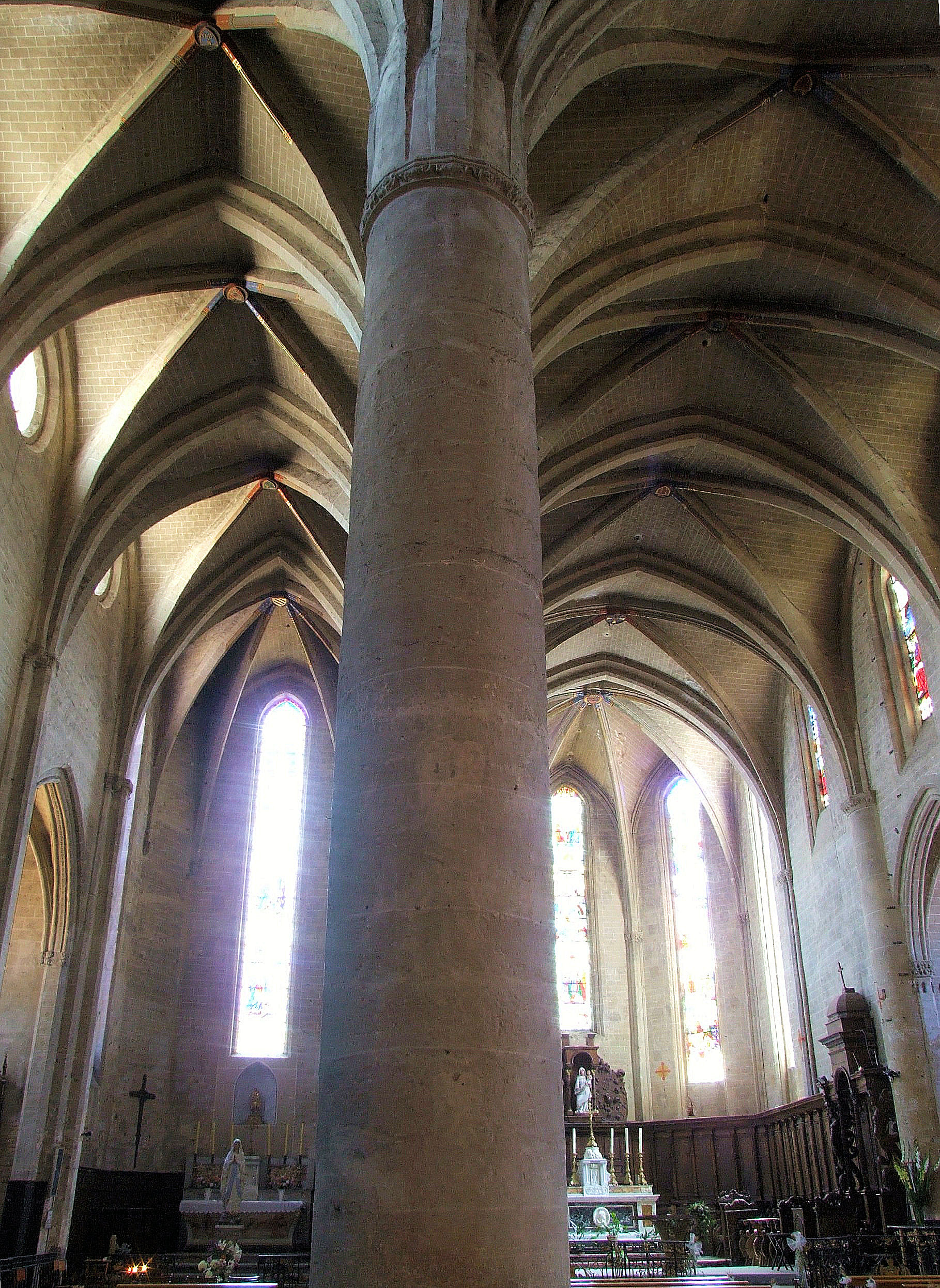
Nördliches Seitenschiff und Mittelschiff

Die ehemalige Kathedrale von Lombez ist der Gottesmutter Maria (französisch Notre-Dame oder Sainte Marie) geweiht; sie war die Hauptkirche des von 1317 bis 1801 existierenden Bistums Lombez im Département Gers im Südwesten Frankreichs. Der Kirchenbau ist seit dem Jahr 1846 als Monument historique anerkannt.

## Lage
Die nur etwa 2.000 Einwohner zählende Kleinstadt Lombez liegt ca. 55 km (Fahrtstrecke) südwestlich von Toulouse am Fluss Save in einer Höhe von ca. 165 m.

## Geschichte
Die Gegend um Lombez wurde von einem gewissen Maianus von Antiochia in den Jahren um 600 christianisiert; ihm zu Ehren wurde nach seinem Tod eine Kapelle errichtet, die etwa 200 Jahre später in den Besitz der Benediktiner-Abtei von Saint-Thibéry kam. Mönche aus dem Kloster von Saint-Thibéry gründeten in Lombez ein der Gottesmutter geweihtes Priorat. Im Jahr 892 wurden die Gebeine von Maianus in das Kloster Villemagne verbracht; lediglich ein Ellenknochen (ulna) wurde nach Lombez zurückgeholt. Im Jahr 1125 löste sich die klösterliche Gemeinschaft von Lombez vom Mutterhaus und begab sich unter den Schutz der Kathedrale von Toulouse, übernahm aber die Regel der Augustiner-Chorherren.
Das Bistum Lombez wurde im Jahr 1317 von dem in Avignon residierenden Papst Johannes XXII. geschaffen. Dadurch wurde der Abt Arnaud Roger des Klosters Lombez zum Bischof; er und seine Nachfolger erbauten die neue Kathedrale, deren Architektur in hohem Maße vom Jakobinerkonvent in Toulouse beeinflusst ist und die erst im Jahr 1770 offiziell geweiht wurde. Das Bistum existierte bis zum Konkordat von 1801 zwischen Napoleon und dem Heiligen Stuhl; sein Territorium wurde danach zwischen den Bistümern von Toulouse und Bayonne aufgeteilt.

## Architektur
Die Kathedrale besteht nahezu ausschließlich aus vor Ort gebrannten Ziegelsteinen; wie ihr Vorbild hat sie bloß zwei Schiffe, obwohl sicherlich drei geplant waren, und kein Querschiff. Der alte Glockenturm (clocher) wurde um das Jahr 1770 durch einen verputzten und farblich abgesetzten fünfgeschossigen Neubau auf achteckigem Grundriss ersetzt. Das Portal und die Stützen im durch maßwerklose Fenster belichteten Inneren der Kirche sind mit hellem Kalkstein verkleidet. Wie in der Architektur der Spätgotik üblich gibt es keine Kapitelle; die Gewölberippen wachsen übergangslos aus den runden Stützpfeilern heraus. Die Gewölbekappen selbst bestehen aus verputzten Ziegelsteinen und sind – ebenso wie die Außenwände – mit Fugenmalereien bedeckt.

## Ausstattung
Im Baptisterium unterhalb des Glockenturms befindet sich ein bleiernes Taufbecken aus dem 13. Jahrhundert. Drei Glasfenster (vitraux) aus dem 15./16. Jahrhundert mit Szenen der Passion Jesu werden der Werkstatt von Arnaud de Moles zugeschrieben. Das Chorgestühl (stalles) stammt aus dem späten 17. Jahrhundert; ca. ein Jahrhundert später entstand die Orgel.